# Напред към подвизи и слава
Напред към подвизи и слава е церемониален марш и стихотворение, композирано от Добри Христов и написано от Пенчо Славейков.
В стихотворението си Славейков е написал желанието си да покаже подемането на Ботевите мотиви като страна на своето творчество. През 1912 година по време на Балканската война става един от най-любимите маршове в България.

## Текст
Напред! И все напред! Към подвизи и слава!

На робство и на гнет последний ден настава!

И слънцето изгре – свободни да ни грей!

Той, който в бой умре, в смъртта ще оживей!
Напред! И все напред! Да няма пръв и сетен!

Сплотени в строен ред към идеал заветен,

към който е лице обърнал цял народ -

и всякое сърце жаднеящо живот!
Напред! И все напред! Реки от кръв пред нази

и трупове без чет, – ний тях щем ги прегази!

И на желаний бряг ще минеме отвъд -

над петвековний враг ний носим божий съд!
Напред! И все напред! Десница да не слабне!

Юнашки е завет – победата ще грабне,

когото обичта на подвиг вдъхнови

со мечът на смъртта живот да обнови!
Напред! И все напред! Към подвизи и слава!

В сърцата най-напред свободата изгрява!

В сърцата тя изгре – делата да огрей!

Тоз, който в бой умре, той вечно ще живей!